# Orthochirus gromovi
Espèce
Orthochirus gromovi est une espèce de scorpions de la famille des Buthidae.

## Distribution
Cette espèce est endémique de la province de Lebap au Turkménistan. Elle se rencontre dans la réserve de biosphère de Repetek.

## Description
Le mâle holotype mesure 26,3 mm et la femelle paratype 40,2 mm.

## Étymologie
Cette espèce est nommée en l'honneur d'Alexander V. Gromov.

## Publication originale
- Kovařík, 2004 : « Revision and taxonomic position of genera Afghanorthochirus Lourenço & Vachon, Baloorthochirus Kovařík, Butheolus Simon, Nanobuthus Pocock, Orthochiroides Kovařík, Pakistanorthochirus Lourenço, and Asian Orthochirus Karsch, with descriptions of twelve new species (Scorpiones, Buthidae). » Euscorpius, no 16, p. 1-32 (texte intégral).